# Panicum bombycinum
Panicum bombycinum är en gräsart som beskrevs av Bryan Kenneth Simon. Panicum bombycinum ingår i släktet vipphirser, och familjen gräs. Inga underarter finns listade i Catalogue of Life.